# M240
Con M240 si indica una famiglia di mitragliatrici ad uso generalizzato caricate a nastro, operanti a gas che usano la cartuccia 7,62 × 51 mm a cinghia disintegrante di tipo M13. È derivata dalla FN MAG, prodotta dalla Fabrique Nationale de Herstal.

## Storia

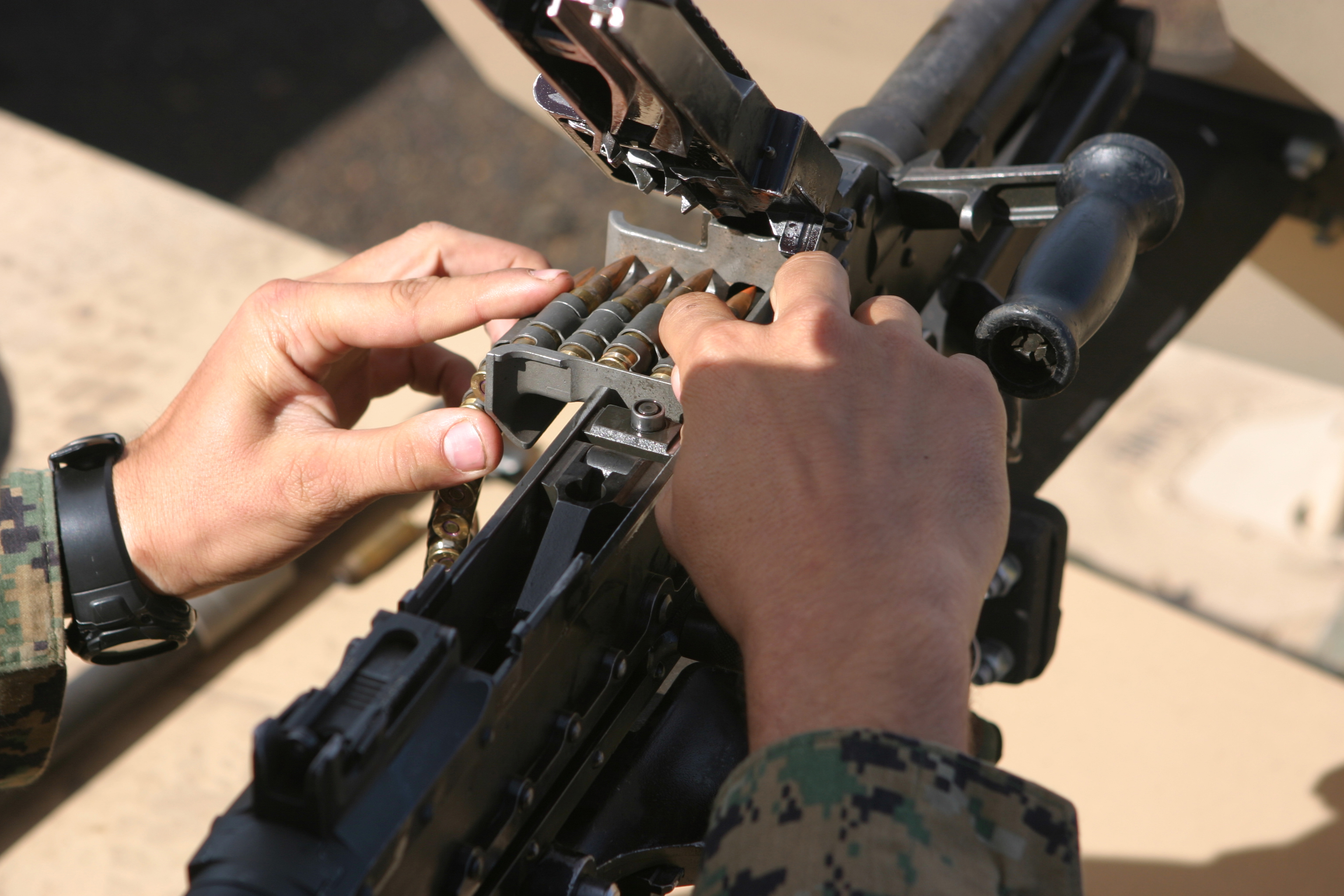
Un Marine inserisce un nastro di alimentazione nell'M240 GPMG

L'M240 viene usata dall'Esercito degli Stati Uniti fin dalla metà del 1980 da fanteria, mezzi corazzati e non, imbarcazioni ed aerei; pur non essendo la MMG (Medium Machine Gun - mitragliatrice media) più leggera in servizio, l'M240 è ampiamente vista come un'arma estremamente efficace ed affidabile, e la sua standardizzazione tra le forze NATO è stata vista come un grande vantaggio.

## Tecnica
Tutte le varianti di M240 sono alimentate da nastri a disintegrazione e sono capaci di sparare quasi tutti i tipi di munizioni 7,62 mm NATO. Tutte le varianti di FN MAG 58, incluso l'M240 possono usare anche nastri per l'alimentazione non disintegranti (dopo la sostituzione di alcune parti facilmente scambiabili), siccome hanno in comune le parti interne di base, che comunque sono interscambiabili, per la maggior parte, con altri membri della famiglia FN MAG. Ci sono differenze significative di peso e parti con alcuni modelli con cui questo non può essere fatto.
L'M240 è prodotto dalla divisione americana della Fabrique Nationale de Herstal, una compagnia belga con dei legami storici molto profondi con la procura di armi per gli Stati Uniti.
L'M240B e M240G vengono generalmente utilizzati montati su di un bipiede integrato, sul treppiede M192 o montate su un veicolo. La versione B, opportunamente modificata con doppia maniglia di impugnatura e pulsante centrale di sparo, viene invece impiegata sui velivoli da combattimento.

## Note

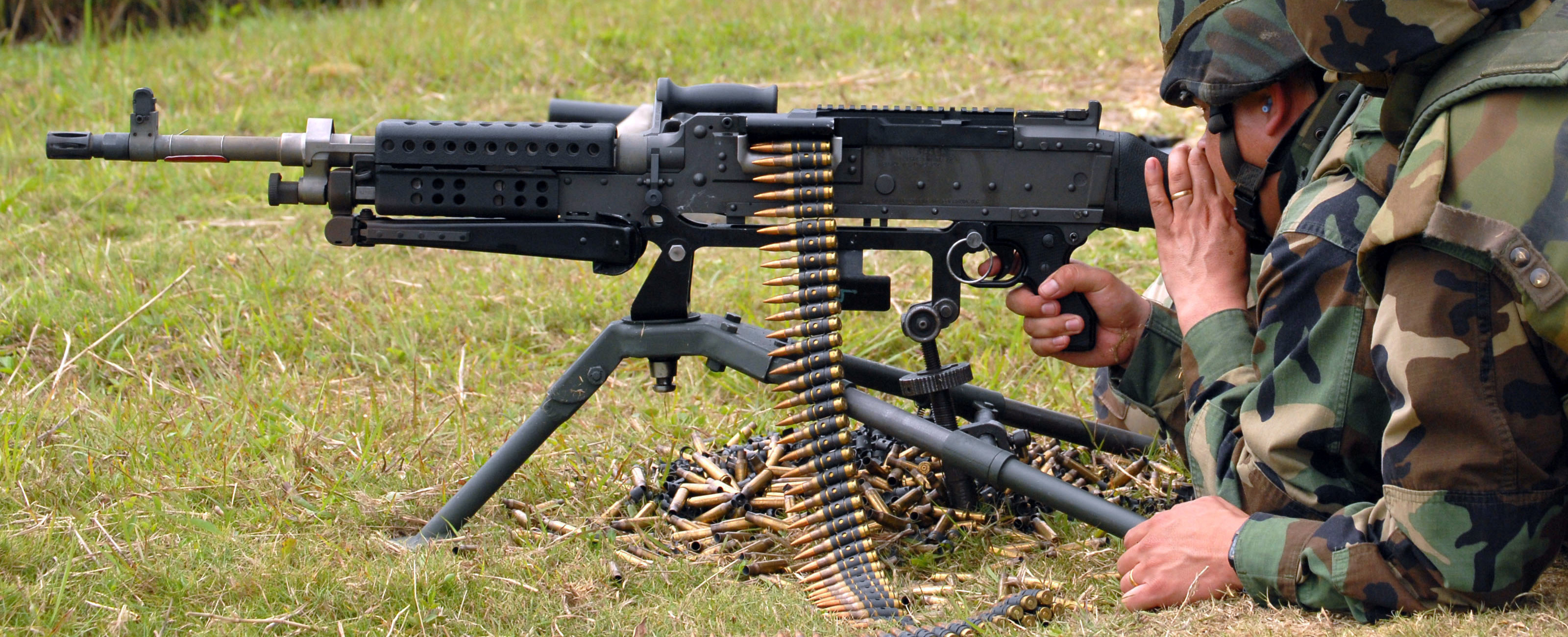
M240 con scudo termico e tripiede